# گلادیس پرل بیکر
گلادیس پرل بیکر، (پیش از ازدواج: مونرو) همچنین شناخته‌شده به نام گلادیس پرل مونرو مورتنسن الی، (به انگلیسی: Gladys Pearl Monroe Mortensen Eley، ۲۷ مهٔ ۱۹۰۲ – ۱۱ مارس ۱۹۸۴) مادر بازیگر آمریکایی مریلین مونرو بود.
بیکر در مکزیک زاده و در منطقهٔ متروی لس آنجلس بزرگ شد. پدرش پس از ابتلا به بیماری‌های روانی، سیفلیس و همچنین اعتیاد به الکل، در ۱۹۰۹ درگذشت. بیکر ۳ بار ازدواج کرد، که هر ازدواج‌اش ۳–۴ سال بیشتر طول نکشید. او برای نخستین بار در سن ۱۴ سالگی، با جسپر نیوتن بیکر ازدواج کرد. آن‌ها صاحب ۲ فرزند شدند، هنگامی که طلاق گرفتند و سرپرستی فرزندان به گلادیس سپرده شد، جسپر فرزندان را دزدید و با آن‌ها به زادگاهِ خودش کنتاکی رفت. گلادیس به کنتاکی نقل مکان کرد، تا نزدیک به فرزندان باشد، اما پس از ۴ ماه، آن‌جا را ترک کرد. پس از آن، تماس محدودی با آن‌ها داشت. ازدواج کوتاه‌مدت وی با مارتین ادوارد مورتنسن، سرانجام با طلاق آن‌ها، پایان یافت. او مدتی با چارلز استنلی گیفورد، رابطه‌ای داشت، که از زن‌اش جدا زندگی می‌کرد، و آن‌ها والدین نورما جین مورتنسن شدند، اما گیفورد هرگز بخشی از زندگی نورما جین نبود. بیکر برای مراقبت از دخترش، خیلی تلاش کرد، چند هفته پس از زادروز دخترش، او را به یک خانواده سپرد. بیکر که اختلالاتی خلقی داشت، پس از مرگ پسرش رابرت، خودکشی پدرش و همچنین اخباری از تعطیلی استودیویش، دچار بیماری روانی شد. از ۱۹۳۴ تا دههٔ ۱۹۶۰، گلادیس بیشتر زمان خود را در مراکز روان‌پزشکی گذراند. در همان زمان، بیکر در یک ازدواج ۳ ساله با جان استوارت الی بود، که پیش از این‌که بتواند از وی جدا شود، درگذشت. در سال‌های پایانی زندگی‌اش، او با دختر بزرگ‌ترش برنیس، و سپس در یک خانهٔ سالمندان زندگی کرد.